# Chlorolestes
Chlorolestes – rodzaj ważek z rodziny Synlestidae.

## Podział systematyczny
Do rodzaju należą następujące gatunki:
- Chlorolestes apricans Wilmot, 1975
- Chlorolestes conspicuus Hagen in Selys, 1862
- Chlorolestes draconicus Balinsky, 1956
- Chlorolestes elegans Pinhey, 1950
- Chlorolestes fasciatus (Burmeister, 1839)
- Chlorolestes tessellatus (Burmeister, 1839)
- Chlorolestes umbratus Hagen in Selys, 1862